# Optionston
Als Optionston oder Option wird in der Jazzharmonik ein Zusatzton zum betrachteten Akkord bezeichnet.
Diese Töne können – zum Beispiel beim Improvisieren oder beim Begleiten eines Solisten durch ein Harmonieinstrument (Klavier, Gitarre usw.) – optional, also wahlweise gespielt oder weggelassen werden, weil sie zwar für den Klang, aber nicht für die Funktion des Akkordes wichtig sind.
Da man in der Jazz-Harmonielehre im Gegensatz zur klassischen Harmonielehre von vier anstatt drei Akkordtönen ausgeht, zählt die Septime eines Akkordes nicht als Optionston. Die Optionen eines Jazz-Akkordes sind daher die None, die Undezime und die Tredezime (man geht bei der Wahl der Tonstufen von einer Terzschichtung aus: Grundton (1), Terz (3), Quinte (5), Septime (7), None (9), Undezime (11), Tredezime (13)).
Zum Beispiel besteht ein Dominantseptakkord auf dem Grundton G neben diesem Grundton aus den Akkordtönen H (Terz), D (Quinte) und F (Septime). Die in der nächsthöheren Oktave liegenden Optionstöne, die sich aus der Terzschichtung einer für diesen Fall zugrundeliegenden mixolydischen Tonleiter ergeben, sind A (None), C (Undezime) und E (Tredezime). Die Stufenakkorde jeder Dur-Tonart erzeugen auf ihren sieben Stufen jeweils charakteristische Optionstöne: 9, 11 und 13 für die I., II. und V. Stufe, ♭9, 11 und ♭13 für die III. und VII. Stufe, 9, ♯11 und 13 für die IV. Stufe und 9, 11 und b13 für die VI. Stufe. Dabei gibt es einige Optionstöne, die üblicherweise als "avoid note" angesehen werden, zum Beispiel die Undezime (11) im Akkord der ersten Stufe, die sich mit dessen Terz dissonant reibt. Allerdings ändern sich im Laufe der Zeit Hörgewohnheiten, mittlerweile wird die Undezime in einem Akkord der I. Stufe als add11-Optionston recht häufig als Farbton eingesetzt.
Jeder Optionston kann je nach harmonischem Kontext auch alteriert, d. h. chromatisch verändert werden. Die übermäßige Undezime ♯11 (=♯4/♭5) kann demnach als eine Alteration des Optionstons 11 oder des Akkordtons 5 betrachtet werden. Die None taucht im Zusammenhang der alterierten Skala als♭9 und auch als ♯9 auf, denn diese Skala hat neben dem Grundton, der Terz, der verminderten Quinte (♭5) und der kleinen Septime die Optionstöne ♭9, #9 und ♭13. Zusammengenommen werden Optionstöne und alterierte Optionstöne englischsprachig als Tensions bezeichnet.